# Mau Hau Airport
Mau Hau Airport (indonesiska: Bandar Udara Mau Hau) är en flygplats i Indonesien. Den ligger i den södra delen av landet, 1 500 km öster om huvudstaden Jakarta. Mau Hau Airport ligger 12 meter över havet. Den ligger på ön Pulau Sumba.
Terrängen runt Mau Hau Airport är platt åt nordost, men åt sydväst är den kuperad. Havet är nära Mau Hau Airport norrut.Runt Mau Hau Airport är det ganska glesbefolkat, med 26 invånare per kvadratkilometer. Närmaste större samhälle är Waingapu, 7,7 km väster om Mau Hau Airport. Omgivningarna runt Mau Hau Airport är huvudsakligen savann.